# اس‌ام‌اس فراونلوب
اس‌ام‌اس فراونلوب (به انگلیسی: SMS Frauenlob) یک کشتی بود که طول آن ۱۰۵ متر (۳۴۴٫۵ فوت) بود. این کشتی در سال ۱۹۰۲ ساخته شد.